# Geryon longipes
Geryon longipes is een krabbensoort uit de familie van de Geryonidae. De wetenschappelijke naam van de soort werd in 1882 voor het eerst geldig gepubliceerd door Alphonse Milne-Edwards.